# وجه خطرناک
وجه خطرناک (دانمارکی: Vildspor) یک فیلم دلهره‌آور دانمارکی به کارگردانی سیمون استیهو است که در سال ۱۹۹۸ منتشر شد.

## بازیگران
- مس میکلسن
- نیکلای کاستر والدو
- نوکاکا کاستر-والدو